# Hypericum canariense
Hypericum canariense L., es una especie de la familia de las Hypericaceae. En las islas Canarias se la conoce como granadillo.

## Distribución
Hypericum canariense es una especie endémica de las Islas Canarias, en donde crece en las cinco islas más occidentales. Ahora también se la encuentra en Nueva Zelanda, Australia, y en los Estados Unidos en California y Hawái, debido a que fue introducida como planta ornamental y generalmente se ha convertido en maleza.

## Hábitat
Crece en suelos arenosos o arcillosos. Se suele encontrar a lo largo de caminos y en mesobosques.